# الثغر الأدنى

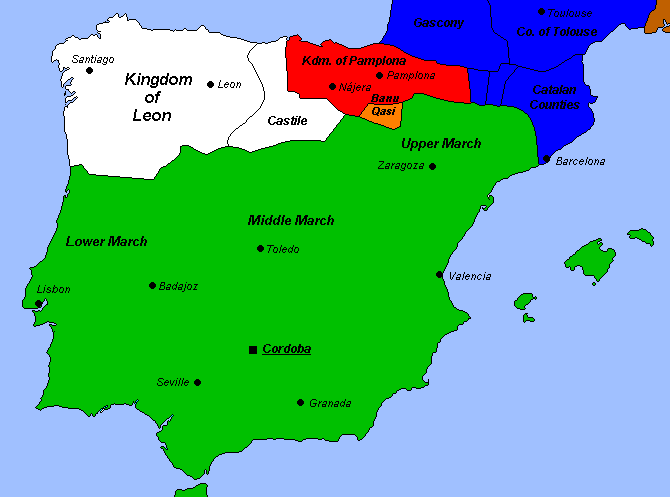

الثغر الأدنى هو أحد ثلاث أقسام كانت مقسمة إليها حدود الدولة الأموية في الأندلس، ويشمل المناطق الغربية الواقعة بين نهري دويرة والتاجة، ويضم مدن قورية وقلمرية وشنترين. من الدول الهامة التي قامت به في عصر ملوك الطوائف دولة بني الأفطس في بطليوس.